# Dendrocerotaceae
Dendrocerotaceae, biljna porodica u diviziji antocerote. Sastoji se od četiri roda sa šezdesetak vrsta u tropskim i suptropskim područjima, a ime je dobila po rodu Dendroceros. 
Ova porodica jedini je predstavnik reda Dendrocerotales.

## Rodovi
1. genus: Dendroceros Nees
2. genus: Megaceros Campb.
3. genus: Nothoceros (R.M. Schust.) J. Haseg.
4. genus: Phaeomegaceros R.J. Duff, J.C. Villarreal, Cargill & Renzaglia